# Пещеры Вьенгсай
Пещеры Вьенгсай в провинции Хуапхан на северо-востоке Лаоса — обширная пещерная система в толще известняковых пород. Около пятисот из этих пещер Патет Лао использовала в качестве укрытия от американских бомбардировок во время гражданской войны.
В пещерах проживало до 23 000 человек, располагались госпиталь, школа, штаб Патет Лао, пекарни, магазины и даже действовал театр. Пещеры были базой для коммунистической армии, сражавшейся с лаосскими роялистами. Интенсивное использование пещер было вызвано активной бомбардировкой территории авиацией США. По рассказам местных жителей, обработкой полей приходилось заниматься по ночам, чтобы не попадать под налеты. Близкое расположение к границе с Вьетнамом сделало пещеры Вьенгсай базой коммунистических сил, а также местом содержания пленных американцев.
Правительство Лаоса планирует использовать пещеры в качестве объекта туризма, по подобию Тоннелей Кути во Вьетнаме и Полей смерти в Камбодже. Привлекательной особенностью должна стать практически неповрежденная база революционеров.
К сотрудничеству в рамках реализации проекта приглашены Всемирная туристская организация, Нидерландское агентство развития и Азиатский банк развития.